# Gales A
La selección de rugby A de Gales fue el segundo equipo nacional de rugby detrás de la selección rugby de Gales. No han jugado un juego desde abril de 2002.

## Historia
El 20 de febrero de 2003, se dio permiso a la Welsh Rugby Union para retirarse del Torneo de las Seis Naciones del equipo "A", citando los costos como la razón principal. En septiembre de 2007 se informó que el sindicato rechazó una oferta para inscribir a un equipo de "Gales A" en la Churchill Cup 2008. En agosto de 2011, se llegó a un acuerdo entre la Welsh Rugby Union y la Welsh Rugby Players Association que expresó el deseo de recuperar al equipo con la financiación del partido asegurada. En agosto de 2014 se anunció que el equipo de Gales A volvería a jugar a partir de enero de 2015.
Antes de su período actual de inactividad, su último entrenador fue Mike Ruddock para el torneo "A" de las Seis Naciones de 2002, e incluyó a notables internacionales de Gales como Tom Shanklin y Shane Williams.
El equipo también tiene un historial de jugar partidos de gira (tours) contra equipos del hemisferio sur, el último fue una derrota por 34-15 ante Sudáfrica en 2000.